# Vampires Will Never Hurt You
"Vampires Will Never Hurt You" é o primeiro single, assim como o principal e a terceira faixa do álbum de estreia da banda americana de rock My Chemical Romance, I Brought You My Bullets, You Brought Me Your Love.

## Contexto
Gerard Way afirmou que esta música, juntamente com "Skylines and Turnstiles" e "Headfirst for Halos", são as músicas mais importantes do álbum. Gerard também afirmou que "Vampires Will Never Hurt You" é sua música favorita de todos os tempos e sua performance vocal favorita de todas que ele já fez.

## Videoclipe
O videoclipe mostra o My Chemical Romance reunidos em um quarto apertado, onde tocam seus instrumentos com muito poucas cores. No vídeo, Frank Iero é visto fazendo backing vocal para Gerard Way junto com o guitarrista principal Ray Toro. Embora o vídeo tenha sido exibido no show de lançamento do primeiro álbum do My Chemical Romance, só foi oficialmente lançado quando o álbum I Brought You My Bullets, You Brought Me Your Love foi relançado em 2005. O relançamento incluiu este videoclipe, bem como o de "Honey, This Mirror Isn't Big Enough for the Two of Us".[carece de fontes?] O relançamento também incluía um CD da impresso com o selo da Eyeball Records.

## Promoção
Para o 20º aniversário do lançamento de I Brought You My Bullets, You Brought Me Your Love, uma quantidade muito limitada de cópias de um Flexi disc (tipo de disco de vinil feito com material flexível) com a música foi lançada. No mesmo dia, a página do Instagram do Nada Recording Studio, onde "Vampires" e o restante do álbum Bullets foram gravados, carregou um trecho de uma versão demo da música que nunca havia sido lançada antes

## Lista de faixas
| N.º            | Título                                     | Duração |  |
| 1.             | "Vampires Will Never Hurt You" (rough mix) | 5:28    |  |
| 2.             | "Skylines and Turnstiles"                  | 3:25    |  |
| 3.             | "Cubicles" (demo)                          | 3:53    |  |
| Duração total: | Duração total:                             | 12:46   |  |